# En Garde (Film)
En Garde ist ein deutsches Filmdrama der deutsch-kurdischen Regisseurin Ayşe Polat aus dem Jahr 2004. Der Film thematisiert Einsamkeit, Zurückweisung und die Suche nach Freundschaft. Den Rahmen der Handlung bildet das Leben von Jugendlichen in einem Erziehungsheim. En Garde ist nach einem Kommando aus dem Fechtsport benannt, das die Kontrahenten auffordert, sich zum Kampf aufzustellen – laut Fernsehsender ZDF: „Eine Metapher für das Leben, in dem es gilt, Angriffe zu parieren und selbst anzugreifen.“

## Handlung
Im Vorspann wird Alice inszeniert, die eine Entschuldigung formuliert: Ich wollte das nicht.
Die 16-jährige Alice wird von ihrer Mutter in ein katholisches Erziehungsheim gebracht. Sie leidet an einem hypersensiblen Hörvermögen – laute Geräusche bereiten ihr Qual. Ihre Mitbewohnerinnen Martha und Josefine drangsalieren und erpressen das introvertierte Mädchen. Alice versucht, sich unauffällig zu verhalten und lernt das lebenslustige kurdische Mädchen Berivan kennen, das im Heim auf den positiven Bescheid ihres Asylantrags wartet. Beide melden sich im Fechtunterricht an. Ihre Trainerin kommentiert: Fechten ist wie Schach mit Waffen.
Um den Nachstellungen von Josefine und Martha zu entgehen, stiehlt Alice Berivan einen Walkman, was diese bemerkt. Es kommt zum Streit, dennoch entwickelt sich eine Freundschaft zwischen den beiden Mädchen. Mit einer von Berivan zurückgelassenen, brennenden Zigarette, entfacht Alice einen Zimmerbrand. Sie vertuscht ihre Tat, lässt jedoch Berivan im Unklaren, ob diese den Brand verursacht hat.
Schließlich lernt Berivan über Alice den Jungen Ilir kennen und verliebt sich in ihn. Alice sieht ihre Freundschaft zu Berivan in Gefahr. Die Situation eskaliert, als Alice gegenüber Schwester Clara offenbart, dass Berivans Asylantrag nicht korrekt ist. Bei einer Aussprache stößt Berivan Schwester Clara nieder, woraufhin diese an einer Kopfverletzung stirbt. Alice nimmt jedoch die Schuld auf sich.
Gegen Ende des Filmes erhält Berivan ihre Aufenthaltserlaubnis und Alice wird in ein anderes Heim verlegt. Berivan beendet die Freundschaft zu Alice. In der Schlussszene kommentiert Alice: En Garde! und los. Manchmal gibt man sich dem Spiel hin und verliert sich darin. Dann vergisst man sich. Man vergisst die Zeit und die Angst. Das sind die schönsten Momente.

## Hintergrund
Das Internetportal film.at erläutert, „Die Idee für den Film sei durch ihre [Anmerkung: Ayşe Polat] Begegnung mit Sozialwaisen und Flüchtlingskindern in Heimen, Jugendwohngruppen und in einem Kulturzentrum entstanden“.
Die Schauspielerin Maria Kwiatkowsky starb im Jahr 2011 im Alter von 26 Jahren.

## Kritik
„Ayşe Polats Film En Garde ist ein im positiven Sinne überraschender deutscher Film und mit Sicherheit einer der besten dieses Jahres. Mit jungen, exzellenten Schauspielern besetzt, die ihre zum Teil sehr komplexen Rollen mit Bravour und viel Frische meistern, gelingt Polat engagiertes Kino ohne erhobenen Zeigefinger.“ (kino-zeit.de)
Das Internetportal critic.de resümiert über den Film und die Regisseurin Ayşe Polat: „Mit Hilfe der beeindruckenden Darsteller gelingt ihr dabei ein glaubhaftes Sozialporträt.“
Laut verdi.de ist „En Garde ist ein trister, beklemmender Film, der glaubwürdig und virtuos einen großen Bogen um eine Vielzahl gesellschaftlicher Probleme schlägt“.

## Auszeichnungen
Die Produktion wurde mehrfach international nominiert und ausgezeichnet. So gewann der Film 2004 bei den Filmfestspielen in Locarno den Silbernen Leoparden, ebenso wie die beiden Hauptdarstellerinnen Maria Kwiatkowsky und Pinar Erincin. 2005 wurde En Garde mit dem Deutschen Kritikerpreis ausgezeichnet.